# Серапис

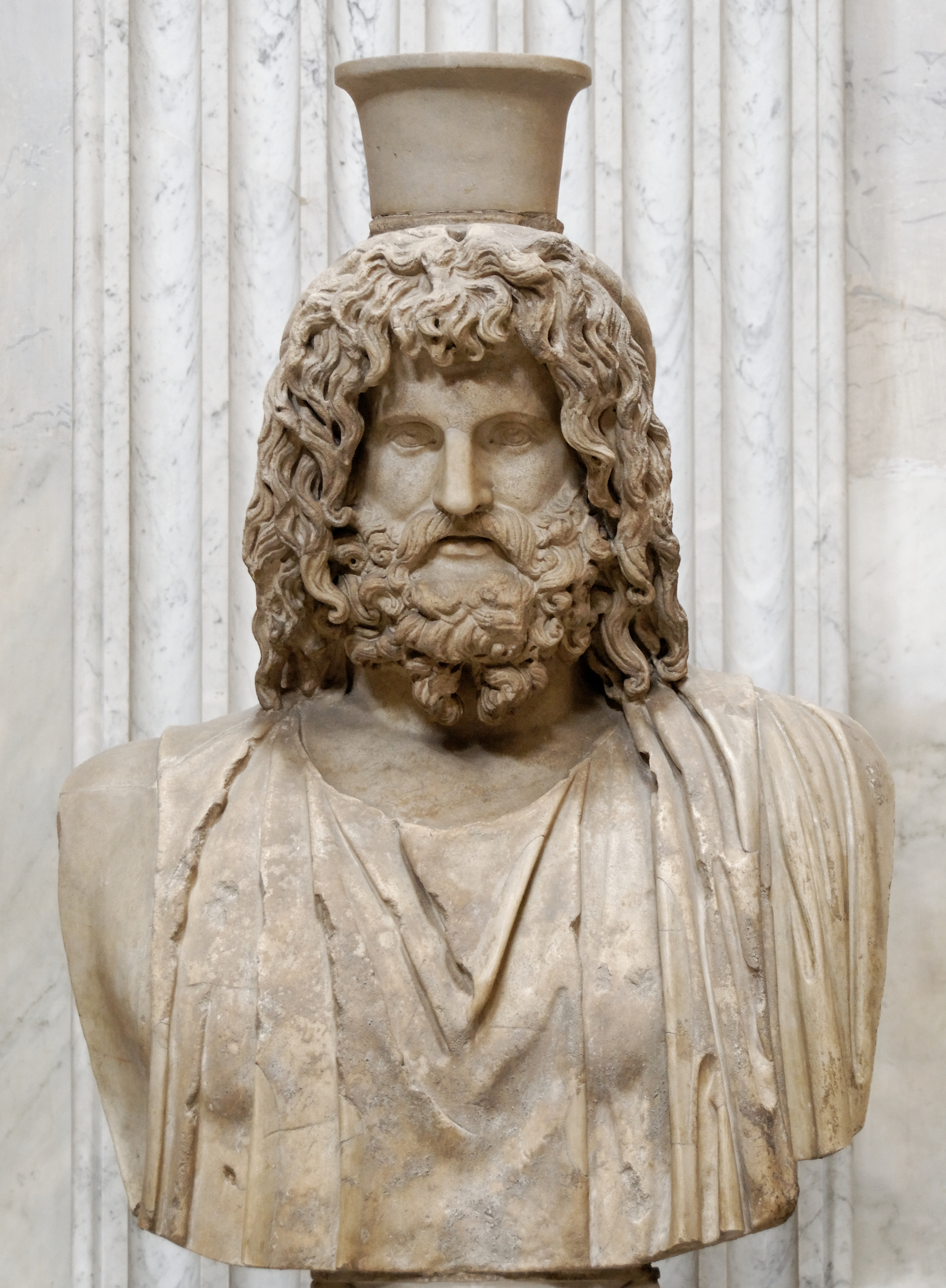
Бюст Сераписа. Музей Пио-Клементино, Ватикан.

Серапис (др.-греч. Σέραπις), Сарапис (дорич. Σάραπις), Сарапо (бактр. Σαραπo) — эллинистический бог изобилия, плодородия, подземного царства и загробной жизни. Сераписа изображали как греческого бога, но с египетской атрибутикой, сочетавшей в себе иконографию многих культов, символизирующих изобилие и воскрешение. Серапису был посвящён храм Серапеум, построенный Птолемеем III в Александрии (вблизи города Каноб). В римский период популярность Сераписа продолжала расти, и нередко он выступал в качестве мужа Исиды в храмах за пределами Египта. У Сераписа и Исиды был сын Гарпократ, аналог египетского Гора.

## Происхождение культа
Версий происхождения культа этого божества довольно много. Самая распространённая из них гласит о том, что при Птолемее I Сотере была принята попытка создать образ синкретического божества — Сераписа (дорическая форма — Сарапис). Многие учёные считают, что это было сделано для того, чтобы объединить египетскую и греческую религиозную традицию. Но вполне правдоподобным кажется и такое объяснение: в Египте в конце IV в до н. э. появилось множество греков и македонцев, приехавших со всех концов известной эллинам ойкумены, и введение культа Сераписа могло стать способом их объединения. При этом по своему «происхождению» это божество должно было быть связано с богами египетского пантеона, так как в древности священную власть над определённой территорией мог иметь только тот бог, который имел местное происхождение. Именно поэтому корни культа Сераписа уходят в культ мемфисского Осириса-Аписа, произошедшего в результате поклонения египетским богам Осирису и Апису (Осирис + Апис = Осирис-Апис/Осерапис/Сарапис).

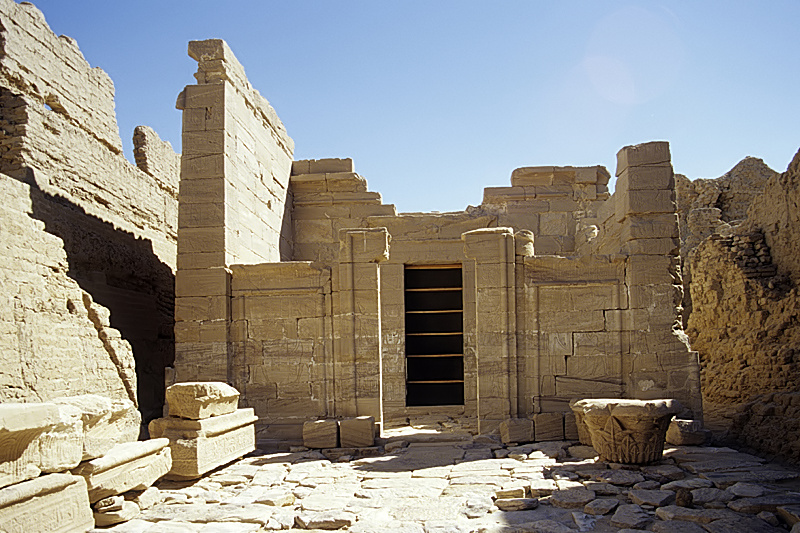
Пронаос храма Исиды и Сераписа в оазисе Харга, Египет.

Согласно другим версиям, культ этого божества был привезен Александром из Вавилонии. Это предположение связано с тем, что Серапис также упоминается в качестве не египетского, а вавилонского божества, в труде Арриана «Анабасис Александра» и в «жизнеописании Александра» Плутархом. Согласно этим авторам, Серапис не только имел храм в Вавилоне, но и является единственным богом, упоминаемым в связи со смертью Александра Македонского в Вавилоне в 323 году до нашей эры. Другие исследователи также связывают культ этого бога с именем Александра, но не отрицают, что божество имеет египетское происхождение.
По словам Плутарха, Птолемей увидел сон, в котором неизвестный ему бог поручил царю выкрасть священную статую из города Синоп и доставить её в Александрию, где эта статуя двумя жрецами была объявлена статуей Сераписа. Одним из этих жрецов был Евмолп, древний род которого происходил из иерофантов элевсинских таинств, другим был египетский жрец Манефон, авторитет которого был одинаков как у греков, так и у египтян.
Римский историк Тацит утверждает, что Серапис был богом в деревне Ракотис, прежде чем она разрослась до города Александрия.
Головы статуй Аида и Плутона также нередко были увенчаны модием в виде мерной пшеничной корзинки, которая у греков символизировала царство мёртвых.
Греческий писатель Павсаний в труде «Описание Эллады» отмечает существование двух серапеумов: один на склонах Акрокоринфа, над заново отстроенным городом Коринф, другой в городе Копиа в Беотии.
Ещё одна гипотеза считает Сераписа одной из ипостасей Митры и возводит его имя к иранскому эпитету хшатрапати (xšaθrapati) — «господин царства».
Нет единого мнения о происхождении этого божества и в источниках. Так, например, Плутарх в трактате «Об Исиде и Осирисе» и Климент Александрийский передают сразу несколько версий.

## История поклонения

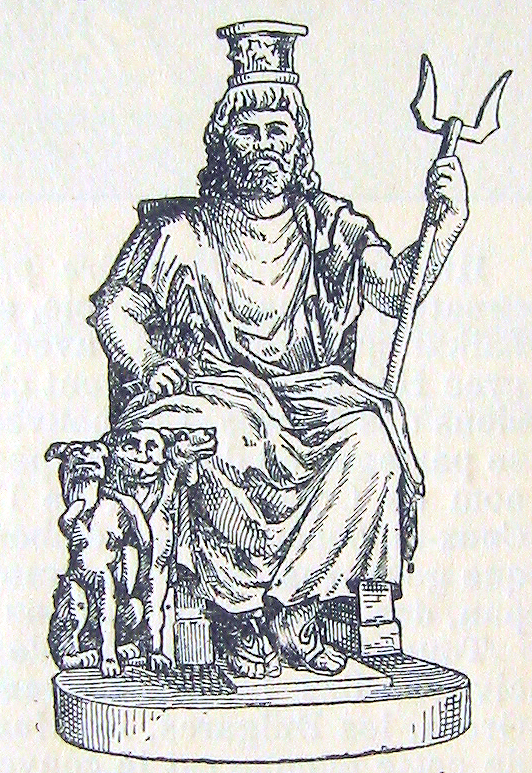
Серапис на троне. Справа сидит трёхглавый пёс Цербер. В левой руке у бога двузубец. Иллюстрация XIX века.

Первые Птолемеи ввели Сераписа в сонм египетских божеств, сделав его верховным богом Птолемеевского Египта, покровителем новой царской династии и новой столицы страны — Александрии. Серапису был посвящён крупный храм в Александрии, известный как Серапеум. Также святилище этого божества, славящееся своей удивительной целительной силой, находилось в Канопе, городе в дельте Нила, расположенном недалеко от столицы. Этому богу поклонялись и в мемфисском Серапеуме. Впоследствии храмы Сераписа появились во многих городах страны, где проживало грекоязычное население, в частности в Фаюмском оазисе.
Уже во времена правления первых Птолемеев культ этого божества распространился по всему Средиземноморью. Во многом это связано с религиозной политикой египетских властей. В частности, поклонение Серапису в Афинах введено под влиянием Птолемея. Святилище Сераписа было и в священном городе Аполлона — Дельфах.
Серапис отождествлялся со многими египетскими и греческими богами — с Осирисом, Зевсом, Аидом, Дионисом, Агатодемоном, Асклепием, Гераклом и др. В римский период он стал не только покровителем Александрии, но и божеством врачевателем, способным решать вопросы жизни и смерти. У него можно было не только получить предсказание, но и обратиться с просьбой о повышении по службе. Это привело к тому, что Серапис стал восприниматься не просто как верховное, а как высшее трансцендентное божество, к которому можно обратиться с любой просьбой.
В Риме Серапису поклонялись в Храме Исиды и Сераписа, который был построен в период Второго триумвиата на Марсовом поле, а также в храме Сераписа на Квиринале, построенном (или реконструированном) при Каракалле.

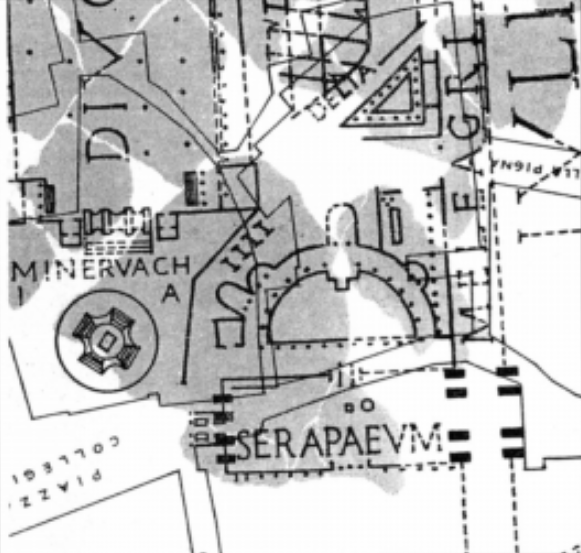
Серапеум на мраморном плане Рима

Местоположение святилища Сераписа на Марсовом поле отмечено на одном из сохранившихся фрагментов мраморного плана Рима. Римский культ Исиды и Сераписа набрал популярность в конце I века н. э., когда римский император Веспасиан на 70-м году жизни посетил храм Сераписа в Александрии, в котором ему довелось испытать некое видение. Позже он столкнулся с двумя рабочими, они были убеждены, что он обладал божественной силой, которая может творить чудеса.
Во времена династии Флавиев, Серапис был одним из божеств, чьё изображение наряду с изображением императора, можно было увидеть на римских имперских монетах.

### Разрушение Серапеума

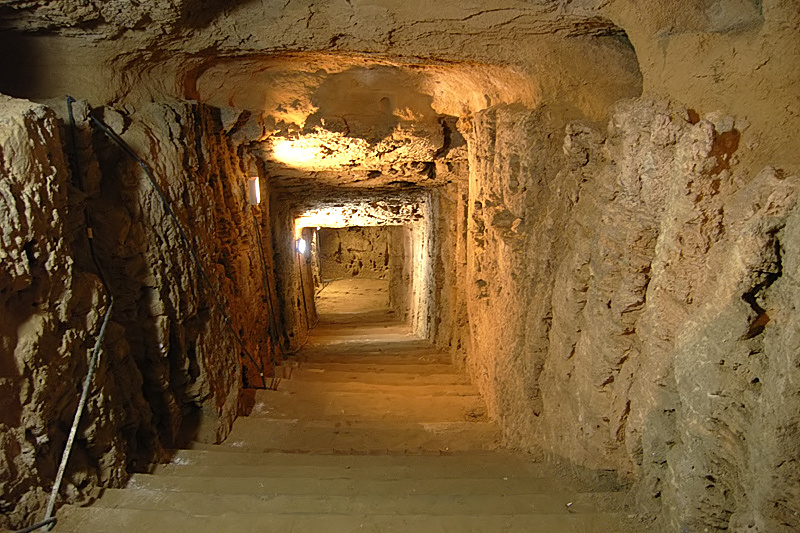
Катакомбы Серапеума в Александрии, Египет.

Культ Сераписа просуществовал до 391 н. э., когда был разрушен александрийский Серапеум.
Согласно Руфину, поводом для этого стала попытка языческой общины города защитить поврежденные в ходе ремонта храмовые святыни. Это повлекло возмущение местных христиан. Язычники, забаррикадировавшиеся в храме, пытались отбить его. В этот конфликт пришлось вмешаться имперским властям — Феодосий I Великий издал декрет, по которому язычники получали амнистию, но все культы, адепты которых принимали участие в беспорядках, должны были быть запрещены, а их святилища — разрушены.

## Галерея

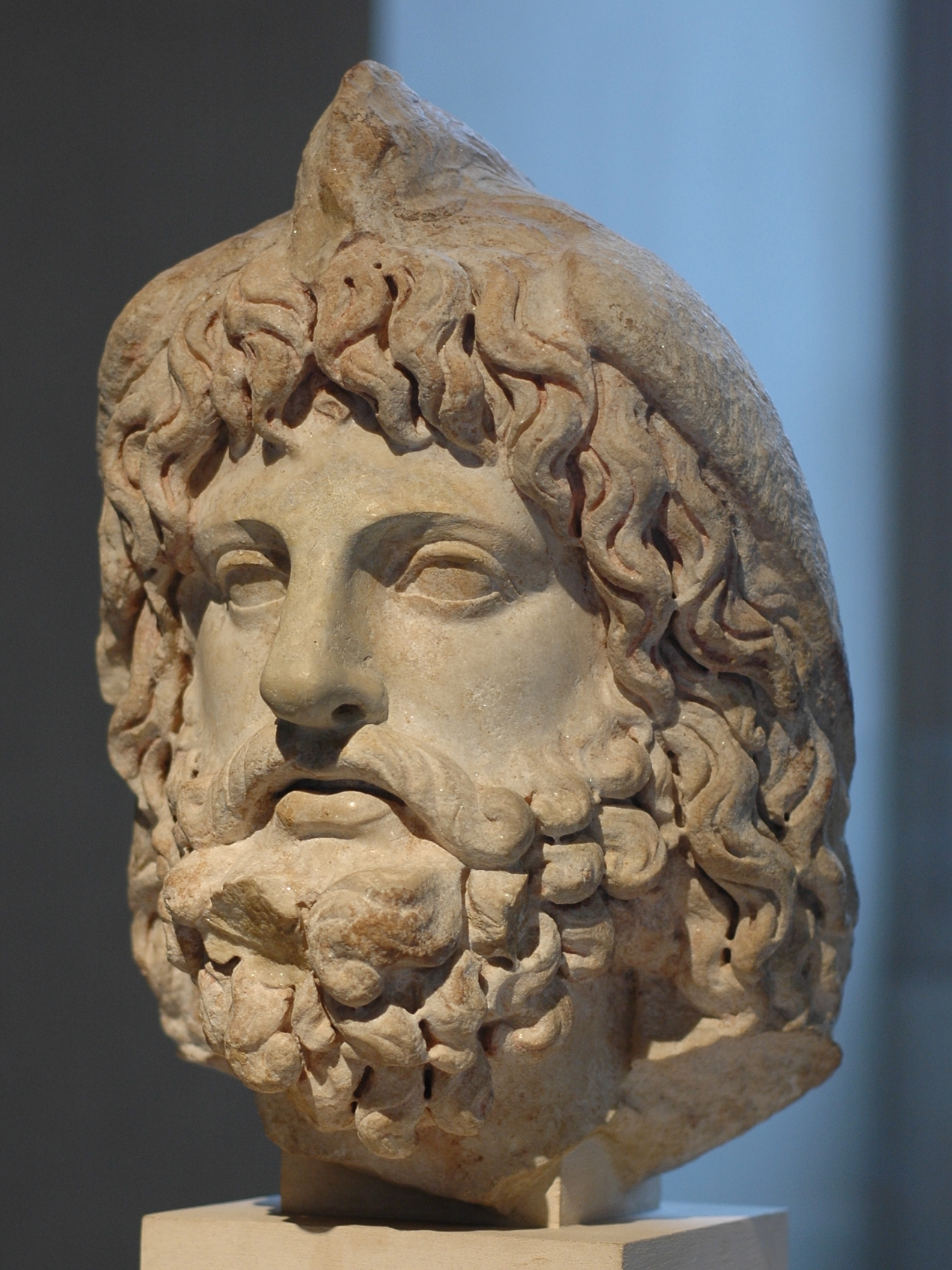
Голова Сераписа, найденная в Тунисе. Хранится в Лувре.
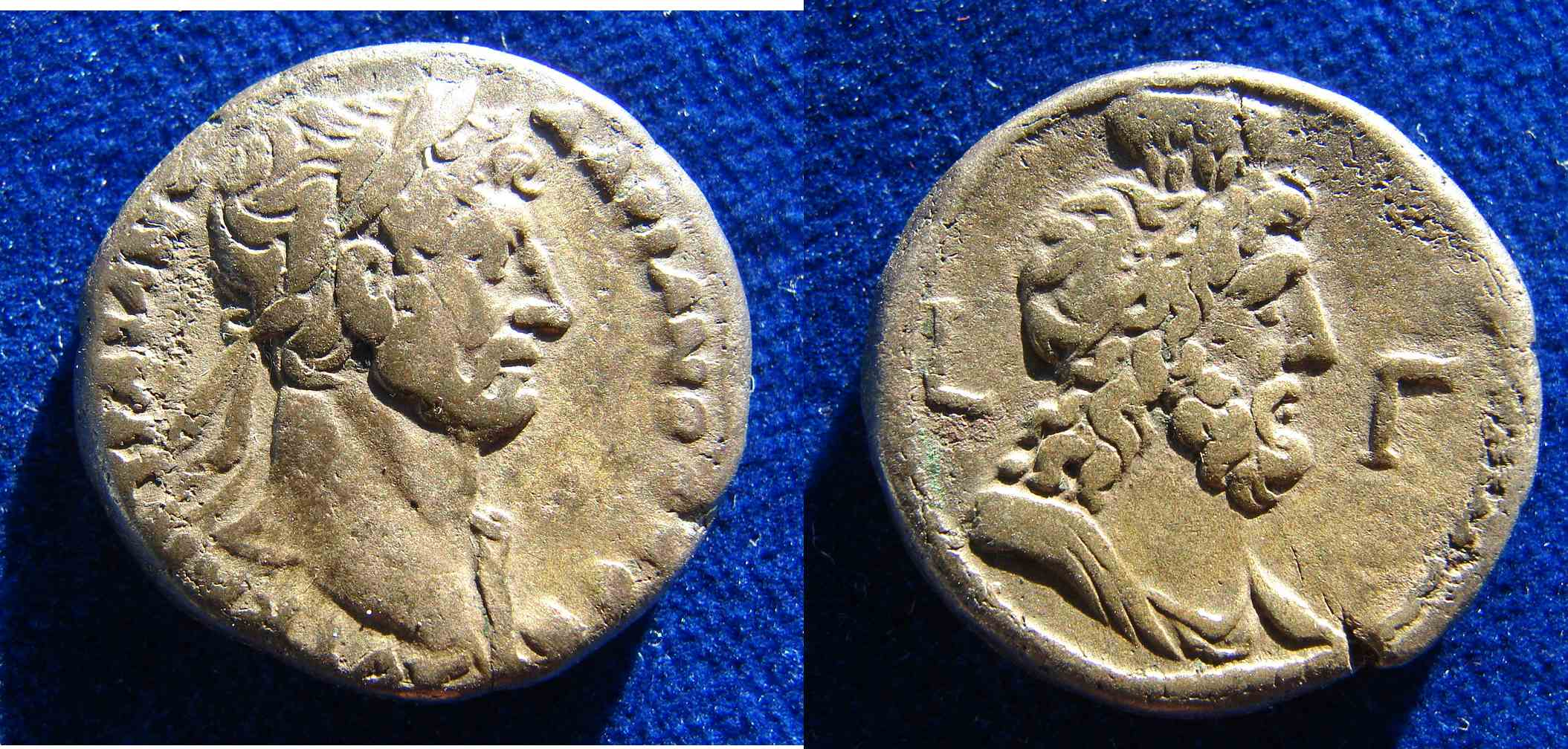
Серапис на биллонной тетрадрахме. Александрия.
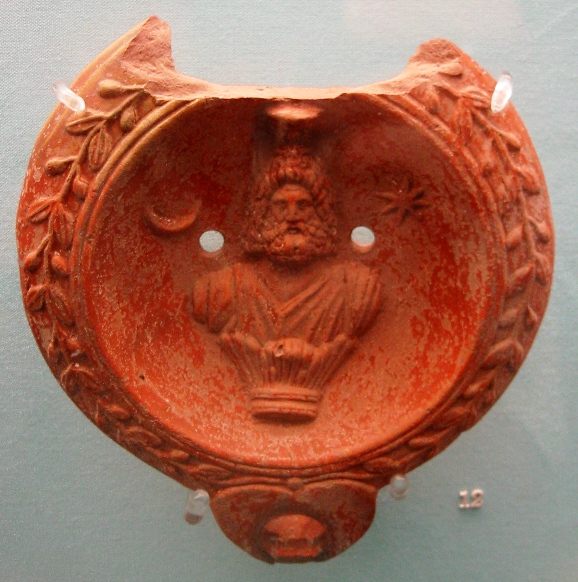
Масляная лампа с бюстом Сераписа. Слева полумесяц, справа восьмилучевая звезда.
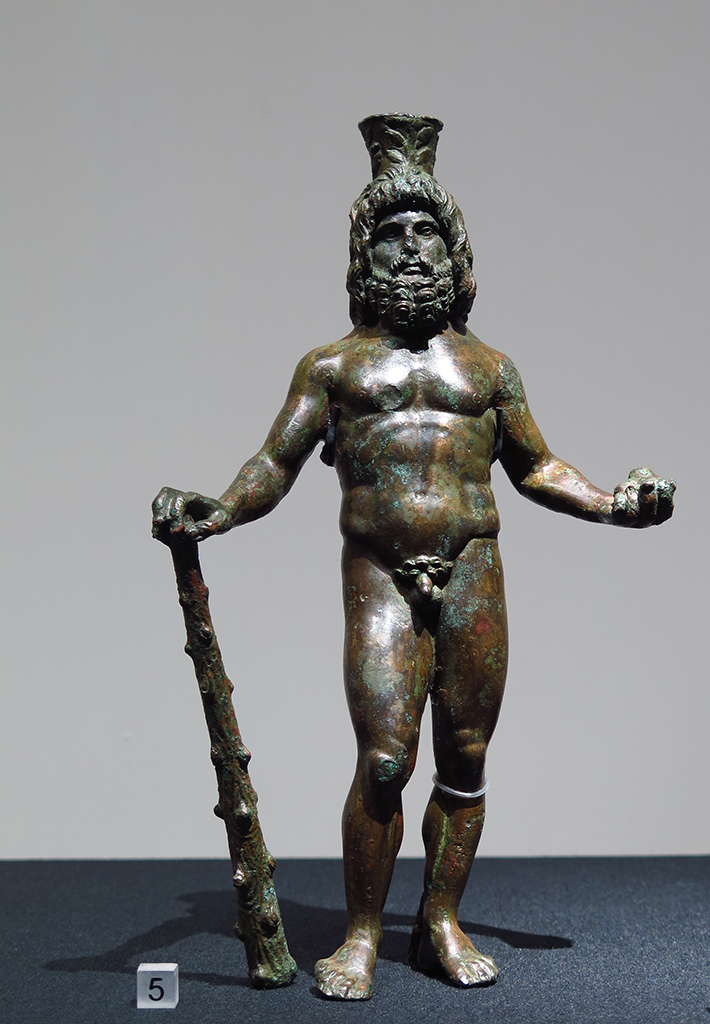
Статуэтка, предположительно Сераписа. Баграм.
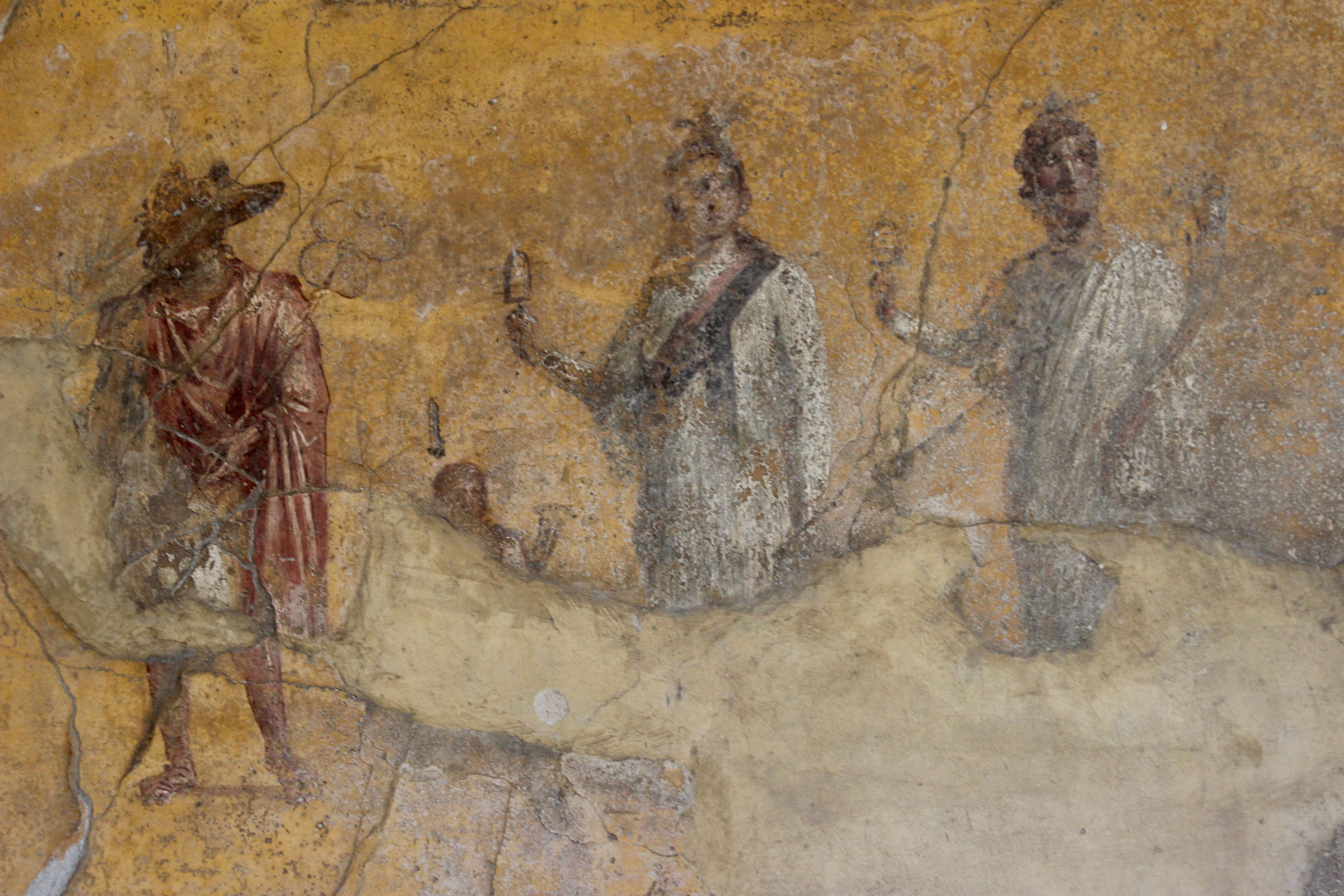
Анубис, Гарпократ, Исида и Серапис, античная фреска из Помпей, Италия